# Vinzenz Schöttl
Vinzenz Schöttl (Elsendorf, 30 giugno 1905 – Landsberg am Lech, 28 maggio 1946) è stato un militare tedesco appartenente alle SS che ricoprì una posizione di alto livello nei campi di concentramento.

## Biografia
Si unì al partito nazista (numero di iscrizione 104.083) nel novembre 1928 e di nuovo all'inizio di febbraio 1931. All'inizio di gennaio 1931, Schöttl divenne membro delle SS (numero di iscrizione 5.630). Nel 1942, Schöttl raggiunse il grado di SS-Obersturmführer nella riserva delle Waffen-SS.
Dal 1933 fu un membro delle guardie del campo di concentramento di Dachau. Nell'estate del 1937 divenne direttore del Lindenhofs der Herzogsägmühle, un'istituzione per senza tetto. Dal 1940 lavorò brevemente nel ghetto di Lublino, fu poi inviato al campo di concentramento di Neuengamme e subito dopo fu spostato al campo di concentramento di Majdanek. Dal luglio 1942 fino all'evacuazione del campo di concentramento di Auschwitz nel gennaio 1945, Schöttl fu un comandante nel campo di concentramento di Auschwitz III Monowitz. Dal 3 febbraio 1945, Schöttl fu trasferito nel complesso del campo di Kaufering, campo satellite di Dachau, come vice comandante sotto Otto Förschner dove rimase in questa posizione fino a quando il campo non fu sgomberato alla fine di aprile 1945.

### Nel dopoguerra
Il 15 novembre 1945, Schöttl fu incriminato come criminale di guerra dal tribunale militare statunitense nel processo principale di Dachau e condannato a morte per impiccagione il 13 dicembre 1945 insieme ad altri 35 imputati. Nel verdetto furono presi in considerazione alcuni atti individuali di Schöttl: il maltrattamento dei prigionieri e la fucilazione di un prigioniero. La sentenza fu eseguita il 28 maggio 1946 nel carcere di Landsberg.